# Traf-O-Data

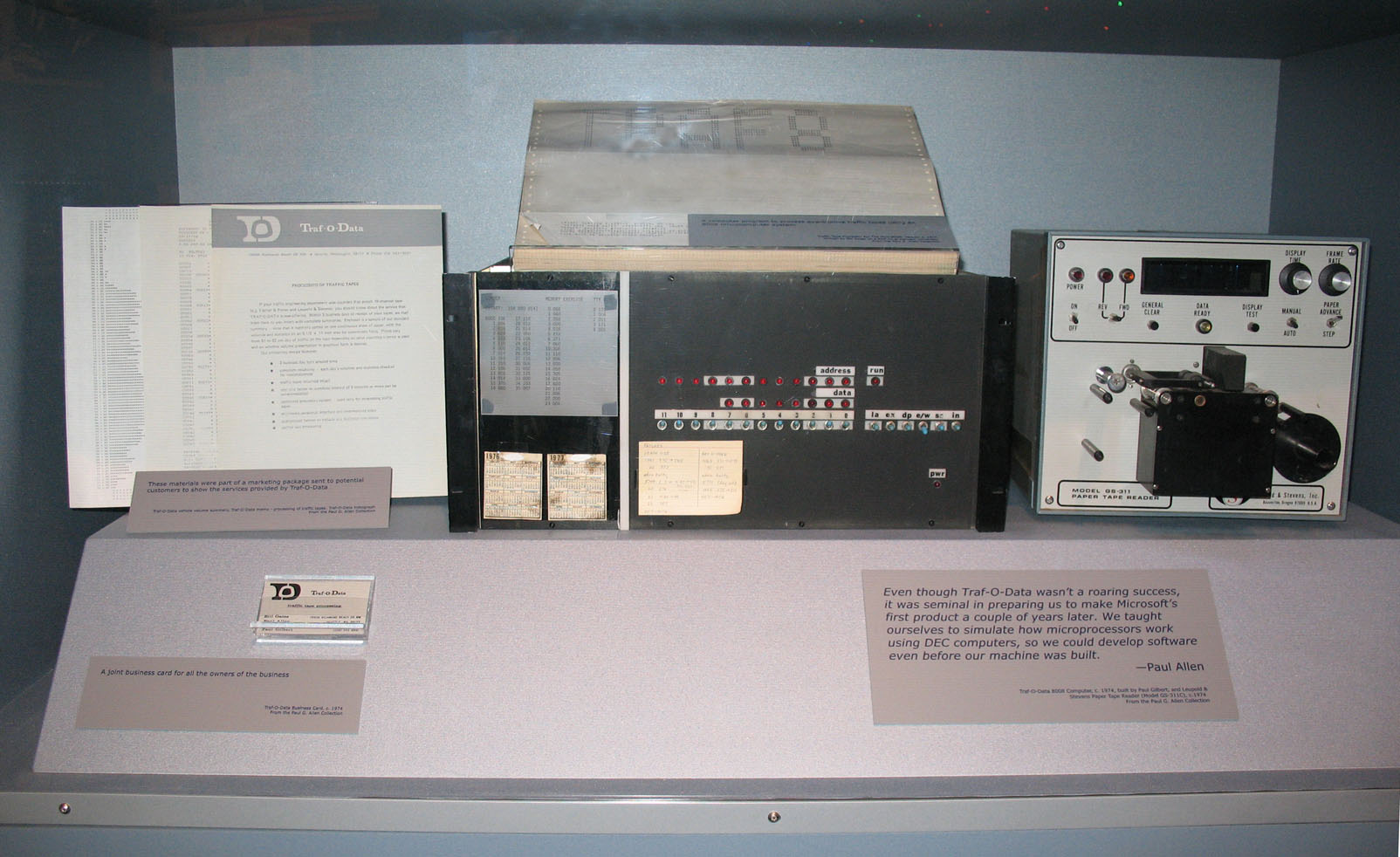
Il Traf-O-Data 8008 Computer con un lettore di nastri perforati.

Traf-O-Data è stata la prima società costituita da Bill Gates e Paul Allen, con la partecipazione di Paul Gilbert, nel 1972. Fu fondata per commercializzare un computer capace di leggere ed elaborare i dati degli apparecchi di rilevamento del traffico. La società non ebbe un grande successo ma l'esperienza maturata servì in seguito per la creazione di Microsoft.

## Statistiche sul traffico
I governi regionali e locali eseguivano spesso delle analisi sul traffico usando dei rilevatori di passaggio costituiti da tubi di gomma che attraversavano le strade collegati a dei contatori meccanici. Ogni volta che un veicolo transitava sopra uno dei tubi, la pressione dell'aria spostata dal suo passaggio azionava un perforatore che registrava il transito su un nastro perforato in un formato a 16 bit che riportava l'orario del transito ed il numero di assi. Siccome le normali telescriventi leggevano i dati solo a 5/6 bit, i nastri dovevano essere convertiti in un formato leggibile dai computer utilizzati dagli uffici tecnici preposti alla gestione degli impianti semaforici. Per effettuare tale compito di conversione le amministrazioni si affidavano a ditte esterne, con un conseguente aggravio di costi.
Bill Gates e Paul Allen frequentavano la "Lakeside School" di Seattle. Il "Lakeside Programmers Group", il gruppo di studenti del corso di informatica, aveva accesso libero a diversi computer in cambio della scrittura di programmi. Gates ed Allen pensavano che essi potessero elaborare i dati del traffico in maniera più veloce ed economica rispetto alle società locali. Inizialmente reclutarono degli studenti per leggere manualmente i dati e riportarli su schede perforate. Essi usavano poi computer dell'Università di Washington, dove il padre di Allen lavorava come bibliotecario, elaboravano i dati per ottenere le statistiche sul traffico. Questo fu l'inizio di Traf-O-Data.
Il passo successivo fu quello di costruire un dispositivo capace di leggere direttamente i nastri perforati ed eliminare il passaggio manuale. Per far ciò Gates ed Allen pensarono di utilizzare il microprocessore Intel 8008 che era stato annunciato nel 1972 e che, secondo loro, poteva leggere i nastri ed elaborare i dati. Intanto Allen si era iscritto alla Washington State University.

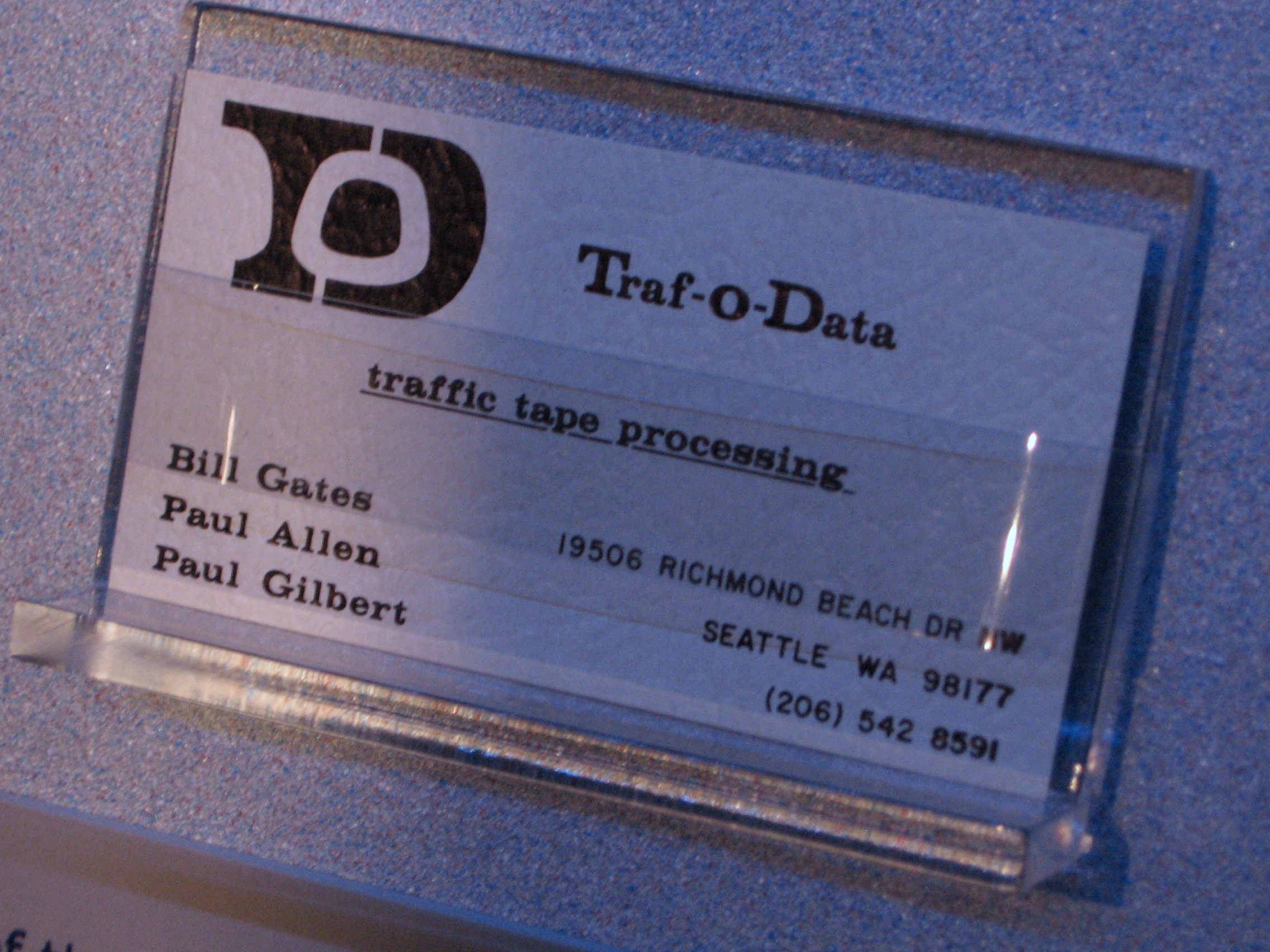
Biglietto da visita di Traf-O-Data con in evidenza i nomi di Gates, Allen e Gilbert (dal Museo di Scienza e Storia Naturale del Nuovo Messico).

Dato che né Gates né Allen avevano le conoscenze hardware necessarie a costruire un computer, non riuscirono per il momento a concretizzare la loro idea. La comunità di appassionati di computer di Seattle era però piccola e tra i loro amici figurava anche Paul Wennberg, che lavorava presso CDC Corporation, vicino all'Università di Washington, dove Allen frequentava il corso di Ingegneria elettronica. Parlando con Wennberg, Gates ed Allen menzionarono il fatto che stavano cercando qualcuno in grado di costruire un computer partendo dai componenti ed usando degli schemi trovati su una rivista di computer. Chiedendo a Wes Prichard, un suo amico, Wennberg indirizzò i due verso Paul Gilbert, un altro studente di ingegneria elettronica, che entrò in società con Gates ed Allen. Gilbert assemblò personalmente il computer; suo fratello Miles, che lavorava come grafico, disegnò il logo della società; Gates ed Allen scrissero il software. Per provare il software mentre il computer era in fase di assemblaggio, Allen scrisse un emulatore dell'8008 che girava sull'IBM 360 della Washington State University.
Dopo un anno di lavoro, all'inizio del 1974 il computer fu terminato; in quell'anno Traf-O-Data incassò qualche decina di migliaia di dollari. Sfortunatamente, alla fine dello stesso anno 1974 lo stato di Washington iniziò ad offrire un servizio gratuito di conversione dei dati, per cui le amministrazioni locali iniziarono a non servirsi più di ditte esterne e Traf-O-Data lentamente andò in declino, venendo sciolta definitivamente nel 1979.

## L'importanza di Traf-O-Data
Per Gates ed Allen Traf-O-Data non fu importante tanto a livello economico, dato che i guadagni non furono esorbitanti, quanto a livello di esperienza che fecero nello sviluppo di software per un computer che non esisteva. Grazie al simulatore di Allen, infatti, i due riuscirono successivamente a scrivere il linguaggio di programmazione BASIC per l'Altair 8800 di MITS senza avere accesso al computer.
Da menzionare anche il contributo di Paul Gilbert, spesso indicato come il "ragazzo dell'hardware", senza il quale Traf-O-Data non avrebbe avuto il suo computer per effettuare l'elaborazione dei dati in modo automatico.